# سفارة روسيا في البرازيل
سفارة روسيا في البرازيل هي أرفع تمثيل دبلوماسي لدولة روسيا لدى البرازيل. تقع السفارة في برازيليا وهي تهدف لتعزيز المصالح الروسية في البرازيل.

## وصلات خارجية
- قائمة سفارات روسيا
- قائمة السفارات في البرازيل